# Бони, Гвидо
Гвидо Бони (итал. Guido Boni; 7 февраля 1892, Виккьо — 15 декабря 1956, Гаттая) — итальянский гимнаст, чемпион летних Олимпийских игр 1912 года в командном первенстве (53.15 балла). В личном первенстве на той же Олимпиаде занял 4-е место (128 баллов).